# Saison 2015 des Orioles de Baltimore
La saison 2015 des Orioles de Baltimore est la 115e saison en Ligue majeure de baseball pour cette franchise et la 62e depuis son arrivée à Baltimore. 
Malgré le second championnat des coups de circuit remporté par Chris Davis, qui en frappe 47 à la dernière année de son contrat avec Baltimore, les Orioles ne peuvent faire mieux en 2015 qu'une fiche de 81 victoires et 81 défaites, après trois années de suite avec un bilan positif, terminant en milieu de peloton dans la division Est de la Ligue américaine.

## Contexte
Avec une saison régulière 2014 de 96 victoires et 66 défaites, 11 gains de plus qu'en 2013 pour leur meilleur résultat depuis 1997 et le 2e meilleur rendement du baseball majeur, les Orioles remportent le titre de la division Est de la Ligue américaine, qu'ils dominent avec 12 matchs d'avance sur leurs plus proches rivaux. C'est leur premier titre de section en 17 ans et leur seconde qualification en trois ans pour les séries éliminatoires. Le parcours d'octobre débute bien avec trois succès consécutifs contre les Tigers de Détroit en Série de divisions, mais ils sont battus dans les 4 matchs de la Série de championnat de la Ligue américaine contre les Royals de Kansas City, une ronde éliminatoire qu'ils atteignaient également pour la première fois en 17 saisons.

## Intersaison
Les Orioles perdent durant l'intersaison trois joueurs ayant largement contribué à leurs succès de 2014. Nelson Cruz, le champion des coups de circuit dans le baseball majeur en 2014, devient agent libre et choisit de poursuivre sa carrière chez les Mariners de Seattle. Un autre voltigeur, Nick Markakis, rejoint les Braves d'Atlanta après avoir joué les 9 premières saisons de sa carrière avec les Orioles. Le lanceur de relève gaucher Andrew Miller, acquis des Red Sox de Boston au cours de la saison précédente, signe un contrat avec les Yankees de New York. Enfin, le receveur Nick Hundley, acquis de San Diego durant la saison 2014, rejoint les Rockies du Colorado.
Le 19 décembre 2014, le releveur gaucher Wesley Wright rejoint les Orioles pour un an.
Le 9 janvier 2015, les Orioles concluent une nouvelle entente d'un an avec le frappeur désigné et voltigeur Delmon Young.
Le 27 janvier 2015, le voltigeur Travis Snider est acquis des Pirates de Pittsburgh en échange du lanceur gaucher des ligues mineures Stephen Tarpley et un joueur à être nommé plus tard.
Le 25 février 2015, Baltimore met sous contrat pour un an l'ancien des Padres de San Diego, Everth Cabrera, un joueur d'arrêt-court à qui les Orioles ont l'intention de confier le poste de deuxième but.
Pour 2015, les Orioles comptent sur les retours du receveur Matt Wieters et du troisième but Manny Machado, deux joueurs étoiles limités par les blessures à 26 et 82 matchs, respectivement, en 2014, ainsi que sur de meilleures performances du premier but Chris Davis, médiocre après une superbe saison 2013.

## Calendrier pré-saison
L'entraînement de printemps 2015 des Orioles se déroule du 3 mars au 4 avril.

## Saison régulière
La saison régulière de 162 matchs des Orioles débute le 6 avril par une visite aux Rays de Tampa Bay et se termine le 4 octobre suivant. Le match d'ouverture local à Oriole Park at Camden Yards est joué le 10 avril contre les Blue Jays de Toronto.

### Classement
| Ligue américaine division Est | V  | D  | %    | Diff. | Diff. (séries) |
| ----------------------------- | -- | -- | ---- | ----- | -------------- |
| Blue Jays de Toronto          | 93 | 69 | ,574 | -     | -              |
| Yankees de New York           | 87 | 75 | ,537 | 6     | +1             |
| Orioles de Baltimore          | 81 | 81 | ,500 | 12    | 5              |
| Rays de Tampa Bay             | 80 | 82 | ,494 | 13    | 6              |
| Red Sox de Boston             | 78 | 84 | ,481 | 15    | 8              |

### Avril
- 29 avril : Les Orioles l'emportent 8-2 sur les White Sox de Chicago dans un Camden Yards vide de spectateurs[21]. Une première dans l'histoire[22], la Ligue majeure a en effet interdit l'accès du public au stade en raison des émeutes de Baltimore qui secouent la ville. La situation a déjà forcé l'annulation des matchs des deux jours précédentes contre les White Sox et provoqué la décision d'annuler la visite, prévue du 1er au 3 mai, des Rays de Tampa Bay à Baltimore pour plutôt disputer les rencontres à St. Petersburg[23].

## Affiliations en ligues mineures
| Niveau            | Équipe                 | Ligue                   |
| ----------------- | ---------------------- | ----------------------- |
| AAA               | Tides de Norfolk       | Ligue internationale    |
| AA                | Baysox de Bowie        | Eastern League          |
| A-Advanced        | Frederick Keys         | Carolina League         |
| A                 | Shorebirds de Delmarva | South Atlantic League   |
| A (saison courte) | IronBirds d'Aberdeen   | New York-Penn League    |
| Ligue des recrues | GCL Orioles            | Gulf Coast League       |
| Ligue des recrues | DSL Orioles 1          | Dominican Summer League |
| Ligue des recrues | DSL Orioles 2          | Dominican Summer League |